# 拉斯拉凡港
拉斯拉凡港位於波斯灣，該港建於1997年，是拉斯拉凡工業城的一部份，是卡達的主要港口，距離卡達首府杜哈80公里。

## 外部連結
- 拉斯拉凡港網站